# Condado de Jefferson (Wisconsin)
O Condado de Jefferson é um dos 72 condados do Estado americano do Wisconsin. A sede do condado é Jefferson, e sua maior cidade é Jefferson. O condado possui uma área de 1 509 km² (dos quais 67 km² estão cobertos por água), uma população de 74 021 habitantes, e uma densidade populacional de 51 hab/km² (segundo o censo nacional de 2000). O condado foi fundado em 1836.